# Pimoa edenticulata
Pimoa edenticulata är en spindelart som beskrevs av Gustavo Hormiga 1994. Pimoa edenticulata ingår i släktet Pimoa och familjen Pimoidae. Inga underarter finns listade i Catalogue of Life.